# Lijst van voetbalinterlands Kirgizië - Myanmar
Deze lijst van voetbalinterlands geeft een overzicht van alle officiële voetbalwedstrijden tussen de nationale teams van Kirgizië en Myanmar. De landen hebben tot op heden zeven keer tegen elkaar gespeeld. De eerste ontmoeting, een groepswedstrijd tijdens de AFC Challenge Cup 2014, werd gespeeld in Hithadhoo (Maldiven) op 23 mei 2014. Het laatste duel, een vriendschappelijke wedstrijd, vond plaats op 25 maart 2023 in Imphal (India).

## Wedstrijden
| № | Plaats    | Datum           | Competitie                 | Wedstrijd          | Uitslag |
| - | --------- | --------------- | -------------------------- | ------------------ | ------- |
| 1 | Hithadhoo | 23 mei 2014     | AFC Challenge Cup 2014     | Kirgizië − Myanmar | 1 − 0   |
| 2 | Yangon    | 10 oktober 2017 | Azië Cup 2019 kwalificatie | Myanmar − Kirgizië | 2 − 2   |
| 3 | Incheon   | 22 maart 2018   | Azië Cup 2019 kwalificatie | Kirgizië − Myanmar | 5 − 1   |
| 4 | Bisjkek   | 10 oktober 2019 | WK 2022 kwalificatie       | Kirgizië − Myanmar | 7 − 0   |
| 5 | Osaka     | 11 juni 2021    | WK 2022 kwalificatie       | Myanmar − Kirgizië | 1 − 8   |
| 6 | Bisjkek   | 11 juni 2022    | Azië Cup 2023 kwalificatie | Myanmar − Kirgizië | 0 − 2   |
| 7 | Imphal    | 25 maart 2023   | Vriendschappelijk          | Myanmar − Kirgizië | 1 − 1   |

## Samenvatting
| Competitie            | Totaal gespeeld | Winst Kirgizië | Gelijk | Winst Myanmar | Doelsaldo Kirgizië – Myanmar |
| --------------------- | --------------- | -------------- | ------ | ------------- | ---------------------------- |
| WK-kwalificatie       | 2               | 2              | 0      | 0             | 15 − 1                       |
| Azië Cup-kwalificatie | 3               | 2              | 1      | 0             | 9 − 3                        |
| AFC Challenge Cup     | 1               | 1              | 0      | 0             | 1 − 0                        |
| Vriendschappelijk     | 1               | 0              | 1      | 0             | 1 − 1                        |
| Totaal                | 7               | 5              | 2      | 0             | 26 − 5                       |

KFU · 
A-internationals · 
Bondscoaches · 
Statistieken · 
Kirgizisch vrouwenelftal · 
Kirgizië U21 · 
Kirgizië U20 · 
Kirgizië U19 · 
Kirgizië U18 · 
Kirgizië U17
1990 – 1999 · 
2000 – 2009 · 
2010 – 2019 ·
2020 − 2029
1992 · 
1993 · 
1994 · 
1995 · 
1996 · 
1997 · 
1998 · 
1999 · 
2000 · 
2001 · 
2002 · 
2003 · 
2004 · 
2005 · 
2006 · 
2007 · 
2008 · 
2009 · 
2010 · 
2011 · 
2012 · 
2013 ·
2014 ·
2015 ·
2016 ·
2017 ·
2018 ·
2019 ·
2020 ·
2021 ·
2022 ·
2023 ·
2024
Afghanistan ·
Australië ·
Azerbeidzjan ·
Bahrein ·
Bangladesh ·
Cambodja ·
China ·
Estland ·
Filipijnen · 
India ·
Indonesië ·
Irak ·
Iran ·
Japan ·
Jemen ·
Jordanië ·
Kazachstan ·
Koeweit ·
Libanon ·
Macau ·
Malediven ·
Maleisië ·
Moldavië ·
Mongolië ·
Myanmar ·
Nepal ·
Noord-Korea ·
Oezbekistan ·
Oman ·
Pakistan ·
Palestina ·
Qatar ·
Rusland ·
Saoedi-Arabië ·
Singapore ·
Sri Lanka ·
Syrië ·
Tadzjikistan ·
Taiwan ·
Thailand ·
Turkmenistan ·
Verenigde Arabische Emiraten ·
Wit-Rusland ·
Zuid-Korea
MFF · 
A-internationals · 
Myanmarees vrouwenelftal
1951 – 1959 · 
1960 – 1969 · 
1970 – 1979 · 
1980 – 1989 · 
1990 – 1999 · 
2000 – 2009 · 
2010 – 2019 ·
2020 − 2029
Bahrein ·
Bangladesh ·
Bolivia ·
Brunei ·
Burundi ·
Cambodja ·
China ·
DDR ·
Filipijnen ·
Guam ·
Hongkong ·
India ·
Indonesië ·
Irak ·
Iran ·
Israël ·
Japan ·
Kirgizië ·
Koeweit ·
Laos ·
Lesotho ·
Libanon ·
Libië ·
Luxemburg ·
Macau ·
Malediven ·
Maleisië ·
Marokko ·
Mongolië ·
Nepal ·
Nieuw-Zeeland ·
Noord-Korea ·
Oman ·
Oost-Timor ·
Pakistan ·
Palestina ·
Qatar ·
Singapore ·
Sri Lanka ·
Syrië ·
Tadzjikistan ·
Taiwan ·
Thailand ·
Turkmenistan ·
Verenigde Arabische Emiraten ·
Vietnam ·
Zuid-Korea ·
Zuid-Vietnam